# Terapia de integração sensorial
Terapia de integração sensorial é um método projetado inicialmente para tratar crianças com problemas em processar informação sensorial e distúrbio de aprendizagem, apesar de que pode ser aplicado em qualquer pessoa que demonstre disfunção neurológica.

## Integração Sensorial de Ayres
A Terapia de integração sensorial é baseada na Integração Sensorial de Ayres (ASI). A teoria descreve como o processo neurológico de integração e transformação de informações sensoriais do corpo e do ambiente contribuem para a regulação emocional, aprendizagem, comportamento e participação na vida diária; é derivada empiricamente dos distúrbios de integração sensorial; e de uma abordagem de intervenção. "Integração sensorial é a teoria usada para explicar por que os indivíduos se comportam de determinadas maneiras, desenvolver um plano de intervenção para amenizar dificuldades particulares, e prever como o comportamento será alterado como resultado da intervenção". a teoria de integração Sensorial originou-se a partir do trabalho de A. Jean Ayres, PhD, OTR, uma terapeuta ocupacional e psicóloga, cujos insights clínicos e de investigação original revolucionaram a prática de terapia ocupacional com crianças. Dra. Ayres escreveu "Integração Sensorial é a organização das sensações para o uso. Nossos sentidos nos dão informações sobre as condições físicas do nosso corpo e sobre o ambiente ao nosso redor...O cérebro deve organizar todas as nossas sensações quando uma pessoa se move, aprende e se comporta de uma maneira produtiva".
O processo neurológico de integração sensorial é uma "forma particular de ver a organização neural de informação sensorial para o comportamento funcional". é estudado por diferentes profissões em diversos níveis (por exemplo, por terapeutas ocupacionais como um alicerce para o desempenho ocupacional e participação, por psicólogos em um nível celular, como a Integração Multi-Sensorial (MSI)).
Como uma teoria, Integração Sensorial é "uma teoria dinâmica e ecológica que especifica a influência crítica de processamento sensorial no desenvolvimento humano e função". "Ela contribui para o entendimento de como a sensação afeta a aprendizagem, o desenvolvimento sócio-emocional, e processos neurofisiológicos, tais como o desempenho do motor, atenção, e excitação".
Como uma abordagem de intervenção, ela é usada como "um quadro de referência clínico para a avaliação e tratamento de pessoas que têm distúrbios funcionais no processamento sensorial". A teoria inclui um quadro para a avaliação e intervenção, e é mais comumente utilizada pelos profissionais de terapia ocupacional no tratamento de crianças com limitações sensoriais integrativas ou disfunção de processamento sensorial.
Pessoas com disfunção de Integração Sensorial, apresenta problemas com o sentido de tato, o olfato, a audição, o paladar, a visão, coordenação do corpo, e o movimento contra a gravidade. Junto com isso pode, eventualmente, apresentar dificuldades de movimento, coordenação e da sensação de seu corpo no espaço. De acordo com os defensores da terapia de integração sensorial, Disfunção de Integração Sensorial é um distúrbio comum para indivíduos com deficiência neurológicas e deficiências de aprendizagem, tais como transtorno do espectro do autismo, Déficit de Atenção e Hiperatividade (TDAH), e disfunção de modulação sensorial

## Terapias típicas para diferentes sentidos
O sentido do tato varia amplamente entre as crianças vítimas de transtorno do processamento sensorial. Quando as crianças gostam da sensação de texturas meladas, o terapeuta pode usar materiais como cola, massinha, adesivos, brinquedos de borracha e fita adesiva. Outros materiais que podem ser úteis para a sensação tátil incluem a água, o arroz, o feijão e a areia. Por outro lado, as crianças que são muito sensíveis ao toque pode ir através de um programa de escovação que tenta dessensibilizar sistematicamente as crianças a tocar, escovar o seu corpo em intervalos regulares durante todo o dia. O programa de escovação é chamado de protocolo de Wilbarger, chamado depois Patricia Wilbarger, a terapeuta ocupacional que o desenvolveram.
Crianças que apresentam o espectro do autismo muitas vezes precisam de uma sensação de forte pressão global. Isso pode ser fornecido com colete de peso, cobertores pesados, ou sendo esmagado por travesseiros e abraços firmes. Isto pode formar uma base para o jogo, para interação e para demonstrar afeto. Experiências que podem ser claustrofóbicos para crianças típicas pode ser apreciado, como ser esmagado entre colchões, e fazendo túneis ou tendas de cobertores sobre os móveis.
Um terapeuta irá estar ciente de uma resposta da criança para o cheiro de substâncias, e pode experimentar colocar diferentes fragrâncias em jogo na massinha ou o arroz. Se uma criança ativamente gosta de fortes odores, específico brinquedos com esta funcionalidade pode ser utilizada na terapia.
O Som pode ser o foco, através da experimentação de brinquedos falantes, jogos em computadores, instrumentos musicais, brinquedos sibilantes e todos os tipos de música. Batendo palmas juntos, rimas, repetindo frases e trava-línguas são atividades úteis. Algumas crianças no espectro do autismo respondem a música, mas não a vozes, em alguns casos em que uma melodia ou "som-cantado", a voz pode ser preferida. O terapeuta pode experimentar diferentes tons de voz, alturas, e avaliar a reação da criança.

## Sistema proprioceptivo
O Sistema Proprioceptivo ajuda as crianças (e adultos) a localizar seus corpos no espaço. Crianças autistas, frequentemente, têm baixa propriocepção e precisam de ajuda para desenvolver sua coordenação. A terapia pode incluir cintos com pesos, cobertores pesados, coletes com peso, ou saltando em uma cama elástica ou uma grande bola, pular, puxar ou empurrar objetos pesados.

## Sistema vestibular
O sistema Vestibular, localizado no ouvido interno. Ele responde ao movimento e gravidade e, portanto, está envolvido com o nosso senso de equilíbrio, a coordenação e o movimento dos olhos. a Terapia pode incluir pendurar-se de cabeça para baixo, cadeiras de balanço, balanço, rotação, rolamento, dando cambalhotas, carrinho com rodas e dança. Todas essas atividades envolvem a cabeça movendo-se em diferentes formas que estimulam o sistema vestibular. O terapeuta irá observar a criança com cuidado para ter certeza de que o movimento não é estimulante de mais.
Movimento para frente e para trás normalmente é menos estimulante que movimento lado-a-lado. O movimento mais estimulante tende a ser o de rotação (giro) e deve ser usado com cuidado pelo terapeuta. Idealmente, a terapia irá fornecer uma variedade destes movimentos. Um movimento de balanço geralmente acalmar uma criança enquanto vigorosos movimentos como girando, vai estimulá-lo. Gira-gira, ser acertado por almofadas ou pular em trampolins podem ser atividades favoritas para algumas crianças.

## O aprendizado de novas habilidades envolvendo movimento
Habilidades tais como amarrar cadarços ou andar de bicicleta podem ser difíceis, pois elas envolvem sequências de movimentos. A terapia para ajudar nesta área podem utilizar a piscina, labirintos, percursos com obstáculos, brinquedos e blocos de construção.
Dificuldade com a utilização de ambos os lados do corpo pode ocorrer em alguns casos de transtorno do processamento sensorial. Um terapeuta pode incentivar uma criança com rastreamento, amarelinha, pular, tocar instrumentos musicais, jogar e pegar bolas quicando com ambas as mãos para ajudar com a integração bilateral.
A coordenação entre a mão e o olho pode ser melhorada com atividades como bater uma bola com um bastão, estourando bolhas de sabão, e atirando e pegando bolas, pufes e balões.